# Nazareni (setta)
I Nazareni, o Nazarei , o anche Nazorei, erano un gruppo di adepti di religione cristiana che viene citato per la prima volta dal Padre della Chiesa Epifanio di Salamina (IV secolo d.C. ca.), che, nel suo Panarion adversus omnes haereses (Il contravveleno per tutte le eresie), li giudica come eretici e sembra fare una distinzione tra due gruppi principali all'interno degli Esseni: «Coloro che vennero prima di lui [Elxai, un profeta Esseno], gli Ossaeni e i Nazareni.» .
All'inizio della predicazione cristiana in Palestina alcuni ebrei convertiti che si ispiravano al Vangelo di Matteo scritto in ebraico, detto perciò Vangelo degli Ebrei o dei Nazareni, predicavano che per ottenere la salvezza eterna non fosse sufficiente seguire la dottrina cristiana ma si dovesse osservare anche la Legge mosaica secondo la quale anche i convertiti dovevano essere circoncisi e osservare il sabato. La comunità cristiana di Gerusalemme negò che questo fosse necessario, affermando che bastava astenersi dalle carni soffocate e dalla fornicazione, ma non stabilì che gli ebrei cristiani non dovessero seguire la Legge, tant'è vero che gli apostoli e lo stesso Paolo di Tarso usarono riti giudaici non perché pensassero che fossero indispensabili per la salvezza ma per rafforzare la Chiesa cristiano-giudaica.
Questi riti giudaici non smisero di essere praticati con la distruzione di Gerusalemme e del Tempio nell'anno 70 d.C. a opera dei Romani ma quando l'imperatore Adriano, a conclusione della Terza guerra giudaica nel 135 d.C., nata anche per il divieto imperiale della circoncisione, scatenò una persecuzione degli ebrei, i giudei convertiti cercarono di non attirare l'attenzione su di loro e cessarono le pratiche giudaiche, fatta eccezione per alcuni che continuarono nelle cerimonie organizzandosi in una setta. Questi ultimi presero il nome di Nazareni, sia perché era il nome con cui erano conosciuti i giudei convertiti, sia perché si voleva indicare la loro appartenenza a una setta scismatica (Nazareni dall'ebreo nazar separare).
La setta, in seguito, si divise in due: i nazareni e gli ebioniti. Questi ultimi, a differenza dei primi, negavano la divinità e la nascita verginale di Gesù Cristo, ma, al pari dei primi, predicavano l'osservanza della legge giudaica, consideravano Paolo di Tarso un apostata e usavano solo un proprio Vangelo, detto appunto degli Ebioniti, uno testo apocrifo ma del tutto analogo al Vangelo di Matteo. Le loro dottrine venivano descritte in modo simile nei Philosophumena di Ippolito di Roma e nel De Carne Christi di Tertulliano.